# Raiamas salmolucius
Raiamas salmolucius е вид лъчеперка от семейство Шаранови (Cyprinidae). Видът не е застрашен от изчезване.

## Разпространение
Разпространен е в Ангола, Бурунди, Демократична република Конго, Танзания и Централноафриканска република.

## Описание
На дължина достигат до 18 cm.